# Упея
Упея — деревня Нижнесергинского района Свердловской области России, входит в состав «Клёновского сельского поселения».

## География
Деревня Упея муниципального образования «Нижнесергинский муниципальный район», входит в состав «Клёновского сельского поселения», расположена в 28 километрах (по автотрассе в 66 километрах) к западу-северо-западу от города Нижние Серги, на правом берегу реки Упеиха (правый приток реки Пут, бассейна реки  Уфа), вблизи её устья.

## Население
| 2002 | 2010 | 2021 |
| ---- | ---- | ---- |
| 2    | →2   | ↗4   |